# Даггар
Даггар (англ. Daggar) — город в пакистанской провинции Хайбер-Пахтунхва, расположен в округе Бунер.

## История
29 апреля 2009 года пакистанские вооружённые силы восстановили контроль над городом, после продолжительных боёв с талибами.

## Географическое положение
Высота центра НП составляет 690 метров над уровнем моря.